# Parisina (Mascagni)
A Parisina Pietro Mascagni háromfelvonásos operája. A mű librettóját Gabriele D’Annunzio írta azonos című, 1903-ban tervezett, de csak 1912-re elkészült tragédiája, a Principe di Montenevoso alapján. 1913. december 15-én mutatták be a milánói La Scala operaházban. Magyarországon még nem játszották.

## A mű keletkezésének története
Gabriele D’Annunzio 1903-ban kezdett el foglalkozni a tragédia megírásával, miután befejezte korábbi művét, a Francesca da Riminit. Ezt trilógiává akarta bővíteni, s a Parisina lett volna a második rész, a harmadik rész viszont soha nem készült el. 1906-ban felajánlotta művét megzenésítésre Puccininek, de a maestro nem vállalta el egyéb kötelezettségei miatt. 1911-ben Edoardo Sonzogno zeneműkiadó vásárolta meg. Sonzogno Mascagnit szerette volna megnyerni zeneszerzőnek, s ő a mű első elolvasására azonnal beleszeretett. 1913. február 2-án lett kész a négyfelvonásos mű partitúrája, de csak decemberben mutatták be Milánóban.

## Szereplők
| Szereplő                       | Hangfekvés   |
| ------------------------------ | ------------ |
| Parisina                       | szoprán      |
| Ugo d’Este, Nicolò fia         | tenor        |
| Stella de’Tolomei, Ugo anyja   | mezzoszoprán |
| Nicolò, d’Este herceg          | bariton      |
| La Verde, Parisina udvarhölgye | mezzoszoprán |
| La Fante, Parisina udvarhölgye | mezzoszoprán |
| Aldobrandiono dei Rangioni     | basszus      |

## Cselekmény
- Helyszín: az Este család rezidenciája a Pó egyik szigetén
- Idő: 1452

### Első felvonás
Nicolò d’Este és Stella de’Tolomei házasságából született Ugo (Hugó). A herceg azonban elhagyta feleségét, mert beleszeretett a nála jóval fiatalabb Parisinába, akit a herceg alattvalói Parisina dell’Assasino gúnynéven, azaz „bajkeverőként” emlegetnek. Amikor egy alkalommal Nicolò vadászni megy, Stella titokban meglátogatja fiát és gyűlöletre szítja, megvallva, hogy ő is pont úgy érez Parisina iránt. A fiúnak azonban rokonszenves Parisina, ám ezt elhallgatja gyűlölködő anyja előtt. Beszélgetésüket Parisina szakítja meg. A két asszony között veszekedés tör ki, Stella megátkozza a fiatal nőt és elrohan. Parisina megijed az átoktól, és a vadászatról hazatérő Nicolò csak nehezen tudja megvigasztalni.

### Második felvonás
Egy kolostorban könyörgő misét tartanak, a Szűzanyához fohászkodnak, hogy a közelben dúló csatában a d’Estéket segítse. A harcolók között van Ugo is. Parisina is  részt vesz a misén és felajánlja legszebb ruháját és hajdíszét, ha a d’Este csapatok kerülnek ki győztesen a csatából és Ugo is sértetlen marad. Rövidesen Aldobrandino, Ugo bizalmasa lép be a templomba, hírül hozva az ellenfél vereségét és Ugo hősies helytállását. Csakhamar megjelenik ő maga is, győzedelmes kardját az oltár elé helyezi. Ahogyan az oltár előtt térdepelnek, Ugo feltárja Parisina iránti szerelmét. Az asszony igyekszik ugyan leplezni valódi érzéseit és rendre „fiának” szólítja a férfit, emlékeztetve az apjához fűződő viszonyára, de amikor észreveszi az Ugo nyakánál húzódó mély sebet, már nem tud uralkodni magán. Kezeivel átkarolja Ugo nyakát és forrón megcsókolja.

### Harmadik felvonás
Parisina a szobájában pihen és egy szerelmes történetet olvas. Figyelme azonban minduntalan elkalandozik, rossz előérzet keríti hatalmába. Francesca da Rimini története jár az eszében, akit férje házasságtörésen ért és kivégeztetett. Váratlanul belép hozzá Nicolò. Az asszony megijed, mert úgy tudta, hogy a férfi vadászni ment és csak később jön vissza. Nicolò figyelmét nem kerüli el Parisina riadt tekintete. Odalép baldachinos ágyához, félrehúzza a függönyt és meglátja ruhátlanul alvó fiát. Féktelen haragjában mindkettőjüket elfogatja és azonnal a vérpadra viteti. Parancsa szerint ugyanazon bárdnak kell levágnia mindkettőjük fejét.

## Híres áriák, kórusművek
- Loreto ima – Parisina, az udvarhölgyek és a templomlátogatók közös imája (második felvonás)